# Sello de Argelia
El Sello de Argelia es el símbolo que utiliza el gobierno como señal identificativa del Estado argelino. No es considerado un escudo de armas en estar totalmente alejado de las normas heráldicas tradicionales. En su forma actual, fue adoptado el 1 de noviembre de 1976.
Se trata de un sello circular que tiene como elemento principal la media luna menguante y la estrella de cinco puntas rojas que hay también en el centro de la bandera estatal, símbolo del Islam. Encima, una jamsa o mano de Fátima, símbolo tradicional que ya aparecía en el emblema anterior de 1971, con unas ramas de olivo en la parte inferior. Detrás de la mano hay una representación de las montañas del Aurés y de la Cabilia, sobre las que aparece un sol naciente, símbolo de la nueva era independiente.
A la izquierda de la mano, una rama de laurel, una rama frutada de olivo y una representación de la alcazaba de Argel, la chimenea de una fábrica y un pozo de petróleo, símbolos de la victoria contra el colonialismo francés, el Área Mediterránea y los bereberes, el escenario de las revueltas previas a la independencia y la industria respectivamente. A la derecha de la mano, una urna electoral, símbolo de democracia, y tres espigas de trigo y unas hojas de roble, alusivas a la riqueza agrícola y forestal.
Los elementos del sello aparecen rodeados por la denominación oficial del país en árabe: “Al Jumhūrīyah al Jazā'irīyah ad Dīmuqrāţīyah ash Sha'bīyah” (República Argelina Democrática y Popular).

## Escudos de armas y emblemas históricos

Escudo de armas de la Argelia otomana (1830)
Escudo de armas de la Argelia otomana (1710-1830)
Escudo de armas de la Argelia otomana (Probablemente el oficial)
Escudo de armas de Argelia durante el período colonial (1830-1962)
Sello del Emirato de Abdelkader (1832-1847)
Sello del Gobierno General de Argelia Francesa durante el Segundo Imperio (1865)
Sello del Gobierno General de Argelia (1950)
Emblema del Gobierno General de Argelia (1962)
Sello del Gobierno Provisional de la República Argelina (1958-1962)
Emblema Nacional de la República de Argelia (1962-1971)
Sello Nacional de la República de Argelia (1971-1976)
Emblema de la República Argelina (1976-Hasta la actualidad)